# 安藤宏基
安藤 宏基（あんどう こうき、1947年〈昭和22年〉10月7日 - ）は、日本の実業家。日清食品ホールディングス株式会社代表取締役社長（CEO）。創業者である安藤百福の次男。慶應義塾評議員。

## 略歴
大阪府池田市出身。国立大阪教育大学附属池田小学校・附属池田中学校・附属高等学校池田校舎を経て、慶應義塾大学商学部卒業。米国コロンビア大学留学などを経て、1973年（昭和48年）日清食品（現・日清食品ホールディングス。2008年純粋持株会社化）に入社。マーケティング部長時代には「日清焼そばU.F.O.」「どん兵衛」などといったヒット商品の開発を手がけた。
1981年に父の百福が会長に退き、副社長で異母兄の安藤宏寿が社長に就任。だが2年後の1983年、宏寿が経営方針をめぐって父と対立し、追われる形で社長を退任。仕方なく父が会長兼任で社長に復帰。その間に宏基が専務、副社長を歴任している。
1985年6月、父が再び会長に退いたため、37歳で社長に就任。「打倒カップヌードル」をスローガンに社内活性化に取り組み、ブランド・マネージャー制度による競争構造を導入。CEOとなった現在も、幹部育成の点から管理職200人全員に「ダイエットしたら、年俸10万円プラス」と体調管理を推進 するなど、大胆な社内改革を数多く行っている。
なお、ダイエット10万円の背景には、CEOの宏基が自ら200人の管理職全員と毎年約5カ月かけ面接していることがあり、「一人ひとり面接していると、いろんなことがわかる」と言い、「体調もわかる。やっぱり人材が会社の一番重要な資産なんですよ」。
2010年（平成22年）8月6日付で、国際連合世界食糧計画WFP協会の新会長に就任した。そのほか公益財団法人安藤スポーツ・食文化振興財団の理事長など数多く務めている。
2011年度の役員報酬は、2億5000万円。

## 人物
宏基の母、仁子（まさこ）は幼少期、大阪市の高級住宅街玉造で育った。隣は鴻池財閥第11代鴻池善右衛門男爵の邸宅で、姉も人力車で高等女学校に通う裕福な暮らしだったが、父の事業失敗で淀川区十三の大阪府立北野中学校（現・大阪府立北野高等学校）の近くの「周りは馬小屋のような家ばかり」の借家に転居。家賃も支払えず母が家主から怒鳴られる日々だったが、英語も堪能で教育熱心な母が家計を遣り繰り、仁子を英語塾に通わせ、小学校と金蘭会高等女学校を卒業させた。ただ、高女3年生で学費を払えなくなり、仁子は電報電話局で働きながら、6年間かけ卒業している。
学校教育の有難みを肌身に染みて育った仁子ゆえ、自身の子の教育にも熱心で、宏基と妹を厳しい教育ぶりで知られるキリスト教系幼稚園と塾に通わせ、進学校で著名な附属池田小を受験させた。
ちなみに宏基の附属池田小の同級生に（のちに女優となる）いしだあゆみがいる。宏基は、父の百福と母の仁子、愛犬シェパードと五月山散歩の帰り、いしだの実家の喫茶店（阪急宝塚線池田駅前の池田栄町商店街）でクリームソーダを飲むことが楽しみだった。また、いしだと宏基は二人で幾度かアイススケートデートに行っており、宏基は「私はへたくそだったので、（スケート上手ないしだから）いろいろ手を取って教えてもらった」と回想している。

### 完全主義・しつこさ・執念の遺伝子
宏基が附属池田小の頃、自宅裏の小屋で父の百福が早朝4時から深夜まで世界初のインスタントラーメン（チキンラーメン）の研究・開発に取り組んでおり、父の「おーい、手伝え」の呼びかけで家族総出で出荷。宏基も袋詰めを手伝っていた。
百福は「発明はひらめきから、ひらめきは執念から」の口癖通りの性格で、「完全主義者でした。大胆なのに細心さもあり、心配性。例えば、商品のロゴの字形でも納得するまで徹底的に考えていました」。この考え方は死ぬまで変わらず、父子で幾度も衝突した。
宏基が東南アジアに工場を建設する計画の話をした際、95歳の百福は「広げ過ぎるな。うまくいかない」と言って議論となり、「俺がやめるか、お前がやめるか、どっちかだ」と怒り出した。その迫力に譲歩し、父とは違うと思っていた宏基だが、年を重ねて父と似た点があることに気づいた。「ブレークスルー（障害の壁を突き破ること）に対するしつこさは、知らず知らずに学んでいる。遺伝子として受け継いでいるんでしょうね」。
2015年に子会社「日清食品」の社長に就任した安藤徳隆（長男、日清食品ホールディングス代表取締役・副社長・最高執行責任者）
が、好感度日本一も獲得し定評のあるテレビCMを「奇想天外」に過激化させた（カップヌードル「HUNGRY DAYS」「謎肉増量」） ことに、眉をひそめ「創業者（百福）なら絶対に許さないだろう」といつも言う。だが、徳隆は「祖父（百福）なら私たちのやっていることは理解してくれていると確信している」と言い返す。
そんな徳隆の挑戦を見守る宏基は「食の仕事は『聖職』。中途半端な気持ちで携わってはいけない。（百福から）そう教わったことを肝に銘じて毎日の仕事に取り組んでいます」。「しつこさの遺伝子」は脈々と受け継がれている。

## 年譜
- 1971年（昭和46年） - 3月、慶應義塾大学商学部卒業、米国コロンビア大学留学
- 1972年 - 7月、米国日清食品取締役
- 1973年 - 7月、日清食品株式会社（現・日清食品ホールディングス）入社
- 1974年 - 5月、同社取締役。6月、海外事業部長・開発部長
- 1976年 - 4月、同社マーケティング部長
- 1979年 - 4月、同社常務取締役営業本部長
- 1981年 - 6月、同社代表取締役専務
- 1983年 - 7月、同社代表取締役副社長
- 1985年 - 6月、同社代表取締役社長
- 2007年（平成19年） - 1月、財団法人安藤スポーツ・食文化振興財団理事長（※現職）、宇治開発興業株式会社代表取締役社長（※現職）。2月、世界ラーメン協会会長（※現職）。3月、特定非営利活動法人国際連合世界食糧計画WFP協会顧問（※現職）。この年、日本宣伝賞松下賞受賞
- 2008年 - 10月、日清食品ホールディングス株式会社代表取締役社長（CEO）（※現職）
- 2009年 - 2月、日本食品・バイオ知的財産権センター会長（※現職）
- 2010年 - 8月、国際連合世界食糧計画WFP協会会長（※現職）

## 表彰
- 外務大臣表彰（2019年〈令和元年〉度） - 国連WFP協会会長として「持続可能な開発目標（SDGｓ）」の目標である「飢餓をゼロに」達成を目指し、募金活動や企業・団体との協力関係を推進、広報活動を通じて、国連WFPの活動や認知向上に貢献した[9]。

## テレビ出演
- 日経スペシャル カンブリア宮殿 「世界のハングリーと闘え！～即席麺の王者に学ぶロングセラーの作り方」（2008年3月31日、テレビ東京）- 日清食品社長として出演[10]。

## 書籍

### 著書
- 『カップヌードルをぶっつぶせ! 創業者を激怒させた二代目社長のマーケティング流儀』（中央公論新社、2009年10月10日[11]）ISBN 9784120040658
  - 『カップヌードルをぶっつぶせ！ 創業者を激怒させた二代目社長のマーケティング流儀』（中央公論新社 中公文庫、20010年11月25日）ISBN 9784122053984
- 『勝つまでやめない！ 勝利の方程式』（中央公論新社、2014年3月8日）ISBN 9784120045936
  - 『勝つまでやめない！勝利の方程式』（中央公論新社 中公文庫、2015年6月1日）ISBN 978-4-12-206122-4
- 『日本企業CEOの覚悟』（中央公論新社、2016年11月1日）ISBN 9784120049125
  - 『日本企業 CEOの覚悟』（中央公論新社 中公文庫、2017年11月1日）ISBN 978-4-12-206487-4

### 関連書籍
- 『日清食品の挑戦 創業者安藤百福から安藤宏基へ』（著者:高橋美幸、画:大画としゆき）（1995年9月28日、ビジネス社 ビジネスコミック・チャレンジ21）ISBN 9784828406299

## 家族
- 父親 - 安藤百福（日清食品グループ創業者・初代社長。2007年1月5日死去　故人）
- 母親 - 安藤仁子（安藤百福の３人目の妻　故人）
  - 兄 - 安藤宏寿（異母兄（母は安藤百福の台湾時代の第１夫人黄綉梅）、日清食品第2代社長。2007年6月26日死去　故人）
    - 長男 - 安藤徳隆（長男、現・日清食品の社長）
    - 次男 - 安藤清隆（次男[6]、日清食品ホールディングス常務執行役員）

## 関連人物
- 堀之内徹（義弟[6]（妹の夫）、徳隆・清隆の叔父[6]、日清食品ホールディングス監査役）
- 中川晋（元日清食品ホールディングス副社長）